# غار فارسان
غار فارسان مربوط به دوران‌های تاریخی پس از اسلام است و در شهرییلاقی خضری دشت بیاض، روستای ییلاقی [ثقوری]] واقع شده و این اثر در تاریخ ۲۵ اسفند ۱۳۷۹ با شمارهٔ ثبت ۳۳۴۲ به‌عنوان یکی از آثار ملی ایران به ثبت رسیده است.

## مشخصات
غار فارسان در 10 کیلومتری شمال غرب شهرخضری محفل ادیبان و بزرگانی مانند شیخ محمدعلی و2 کیلومتری شمال روستای ثغوری بر دامنه جنوبی یک کوه بزرگ با سه دهنه واقع شده است. یکی از این غارها که بزرگترین آنها بوده در گذشته‌های دور فرو ریخته و از آن تنها یک هلال پل مانند باقی مانده است. در سمت چپ این دهانه پل مانند غار دیگری وجود دارد که دارای فضای وسیع و دهلیزهای فرعی متعدد است .
این غارها دارای لایه‌های باستانی قابل کاوش می‌باشد سفالهای پراکنده اکثراً مربوط به دوره سلجوقی است و سفالهای صدر اسلام دوره تاریخی و پیش از تاریخ نیزدر میان آنها دیده می‌شود. این غارها از دوره میان سنگی مورد توجه انسان بوده و از آن بعنوان سکونت گاه امن استفاده می‌شده است .
غار فارسان علاوه بر دیدگاه باستان‌شناسی، به لحاظ دارا بودن پل سنگی طبیعی حائز اهمیت می‌باشد.